# Kytino
Kytino (ros. Кытино) – wieś (dieriewnia) w Rosji, w obwodzie tulskim, w rejonie jefriemowskim. W 2010 liczyła 395 mieszkańców.